# Qingnian Nongchang (bondby i Kina, Liaoning Sheng, lat 39,50, long 121,85)
Qingnian Nongchang (kinesiska: 青年农场) är en bondby i Kina. Den ligger i provinsen Liaoning, i den nordöstra delen av landet, omkring 290 kilometer sydväst om provinshuvudstaden Shenyang. Antalet invånare är 400. Befolkningen består av 200 kvinnor och 200 män. Barn under 15 år utgör 5,0 %, vuxna 15-64 år 83 %, och äldre över 65 år 11,0 %.
Runt Qingnian Nongchang är det ganska tätbefolkat, med 248 invånare per kvadratkilometer. Närmaste större samhälle är Pulandian, 15,5 km sydost om Qingnian Nongchang. Trakten runt Qingnian Nongchang består till största delen av jordbruksmark.
Genomsnittlig årsnederbörd är 726 millimeter. Den regnigaste månaden är juli, med i genomsnitt 257 mm nederbörd, och den torraste är januari, med 11 mm nederbörd.